# آقای باگز محترم
آقای باگز محترم (انگلیسی: The Honorable Mr. Buggs) یک فیلم کمدی صامت کوتاه آمریکایی به کارگردانی فرد جکمن است که در سال ۱۹۲۷ منتشر شد. از بازیگران این فیلم می‌توان به اولیور هاردی، مت مور، آنا می ونگ، مارتا اسلیپر، تایلر بروک، پریسیلا دین، سوجین کامی‌یاما، لورا لاوارنی و جیمز فینلیسون اشاره کرد.